# Triptyque du Maître de Moulins
Le triptyque du Maître de Moulins (ou plus simplement Triptyque de Moulins voire Triptyque de la Vierge en gloire) est une œuvre remarquable qui fut longtemps dissimulée au sein de la cathédrale Notre-Dame-de-l'Annonciation de Moulins (Allier). Un fac-similé du triptyque y est aujourd'hui exposé pendant la durée de restauration de l'œuvre au Centre de recherche et de restauration des musées de France (C2RMF).

## Histoire
Le mystère a longtemps plané sur l'identité de son auteur. Aujourd'hui on l'identifie avec certitude, au peintre Jean Hey cité dans les archives.
Le chef-d'œuvre pourtant daté de 1502 a traversé les siècles sans la moindre détérioration (huile sur panneaux de chêne). Sa position longtemps maintenue fermée explique en partie son remarquable état de conservation mais la qualité des teintes utilisées par le Maître n'y est pas étrangère.
Restée dans la cathédrale jusqu'au XIXe siècle, l'œuvre est redécouverte en trois parties distinctes en 1838 par Prosper Mérimée, alors inspecteur général des monuments historiques. Recomposé en 1840, puis exposé au public en 1889, le triptyque est mis en lumière lors de la rétrospective de l'art français à l'Exposition universelle de Paris puis à l'Exposition universelle de 1900 et ensuite à l'exposition consacrée aux primitifs français en 1904.

## Description
Le panneau central ː

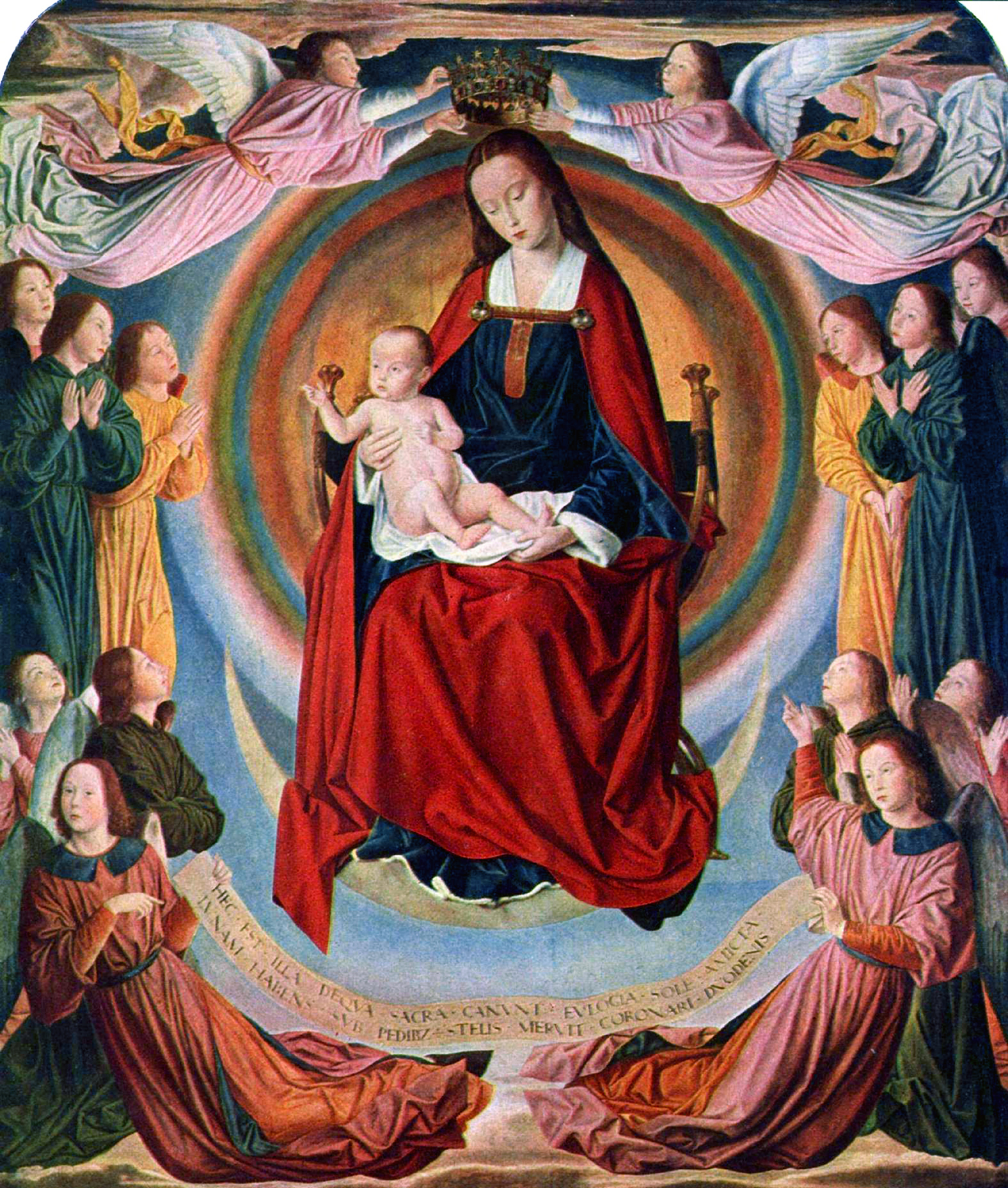
Panneau central.

Où figurent la Vierge et l'Enfant entourées d'anges.
« Vierge de l'Apocalypse » elle est portée par un croissant de Lune et le corps siégeant placé  dans une mandorle irisée  symbolisant le Soleil, flottant au centre des cieux.
Entourée de part et d'autre par quatorze anges, les deux du haut, des séraphins aux ailes déployées, tiennent une couronne de douze étoiles au dessus de sa tête. 
Les deux du bas portent un phylactère affichant le texte inspiré du Livre de l’Apocalypse (12 :1) :

« HEC EST ILLA DEQVA SACRA CANVNT EVLOGIA : SOLE AMICTA LVNAM HABENS SVB PEDIBVS STELIS MERVIT CORONARI DVODENIS »

« Voici celle dont les Écritures saintes chantent l’éloge : enveloppée du soleil, ayant la lune sous les pieds, elle a mérité d’être couronnée de douze étoiles »

Les autres personnages, la prient les mains jointes, placées sur le torse ou écartées.

Les panneaux latéraux
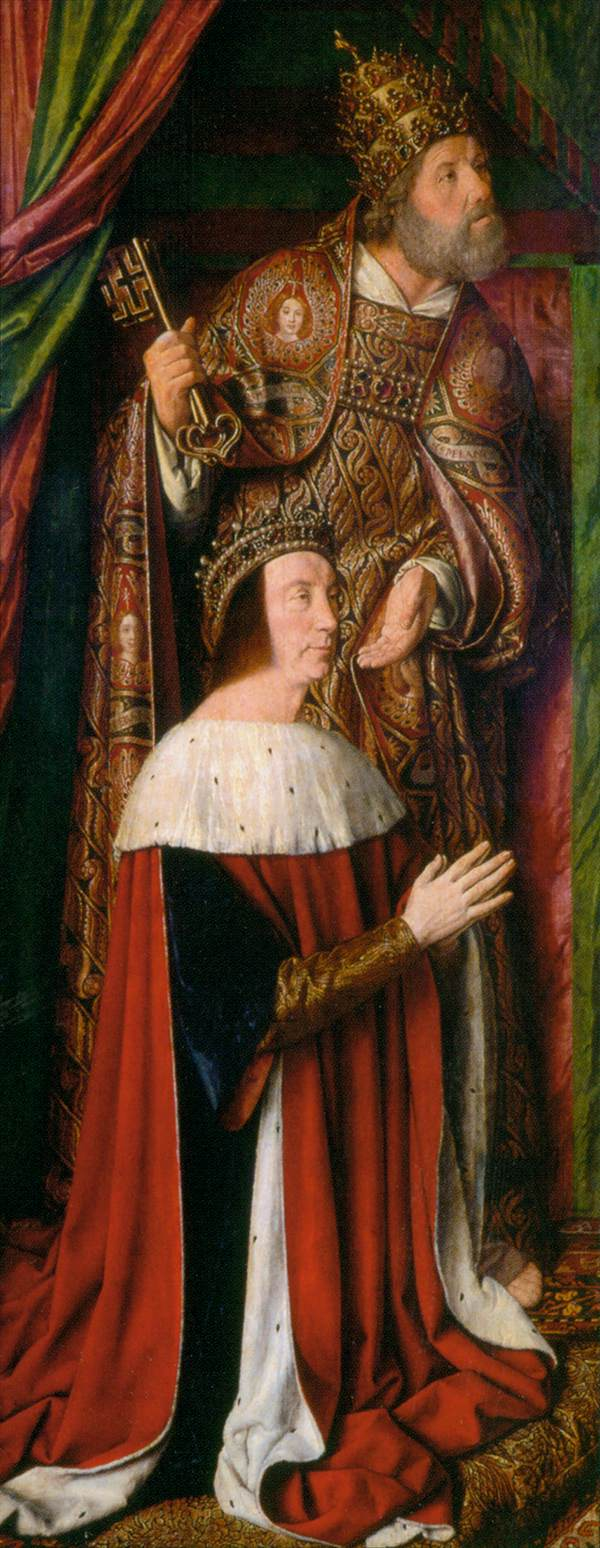
Panneau de gauche.
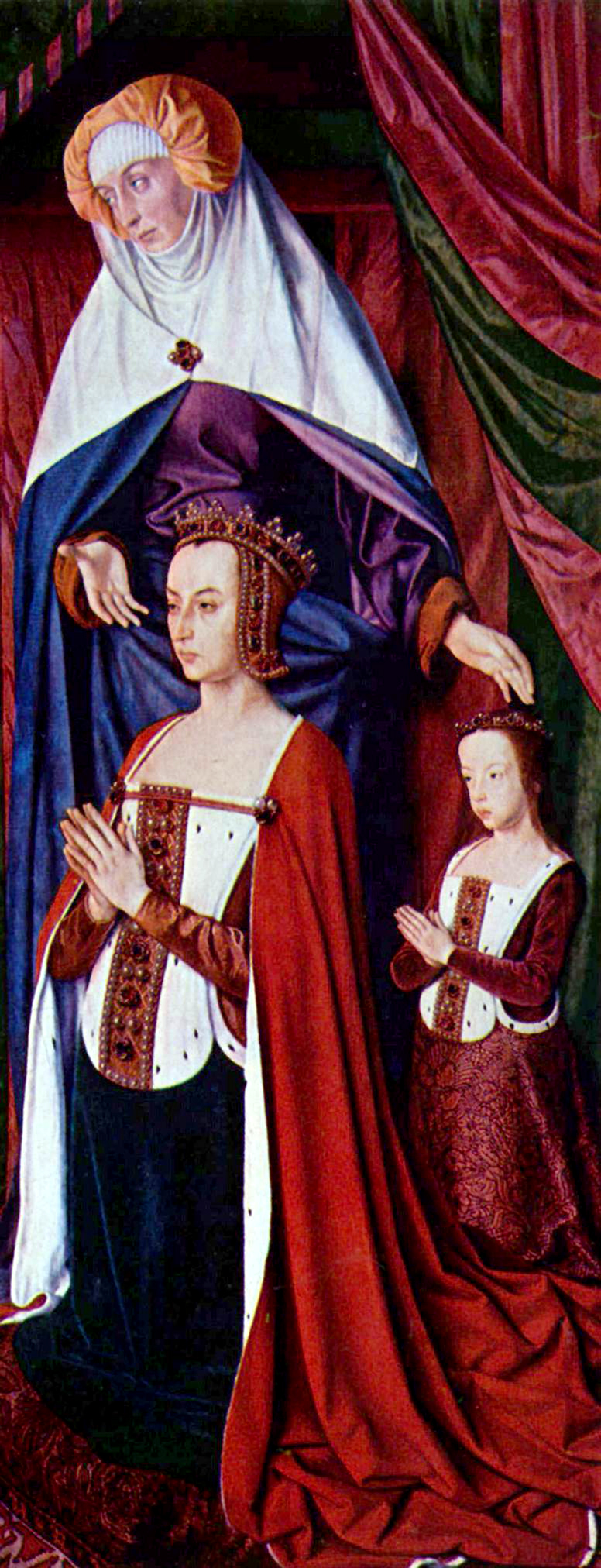
Panneau de droite.

- à gauche le duc Pierre II de Bourbon à genoux accompagné de son saint patron Pierre reconnaissable à ses attributs (tiare de pape et clefs).
- à droite la duchesse Anne de Beaujeu et leur fille Suzanne également en prière agenouillées, placées sous la protection de sainte Anne.

## Restauration
Au Centre de recherche et de restauration des musées de France, les trois panneaux peints par Jean Hey à la fin du XVe siècle bénéficient de tous les soins des scientifiques, historiens d’art et restaurateurs. Le triptyque sera exposé au Musée du Louvre cet hiver 2025, avant de retourner à Moulins.